# Escobal
El Silencio est un corregimiento situé dans le district de Colón, province de Colón, au Panama. En 2010, la localité comptait 2 388 habitants.